# エコール・サン・ジョゼフ
エコール・サン・ジョゼフ（フランス語：École Saint-Joseph) は、フランス共和国オー＝ド＝フランス地域圏ソレム(Solesmes)に拠点を置くカトリック系初等教育機関。カンブレー-カトー＝カンブレジ教育地区に付属する(国立教育省、高等教育研究省の契約はフランス政府によって署名された)。2020年には350名以上の生徒が在籍しており、「政府」によって規制されている。
設立は1892年と歴史があり、シャトーエスク様式の校舎は築数百年である。生徒は半径20キロに及ぶ15の自治体から通学している。

## 聖守護
学校の守護聖人はナザレのヨセフである。

## 人道援助
学校は、次のような多くの人道援助の取り組みを学年度を通じて実施している。
• 2009年から毎年、コトヌーに住んでいるベナン共和国出身のシスターモニークは、ソレムの学校聖人-ヨセフに通っている。 彼女は生徒と教師と面会する。 彼らは、子供たちのニーズを満たすために、四旬節チャリティー活動から得られたお金を彼女に授与する。学校聖人-ヨセフの生徒はそれぞれ、ベナン出身の人の生徒の1人の写真と、お礼状を受け取る。 エコール・サン・ジョゼフはコトヌーコミュニティの発展を密接にフォローし、支援する。

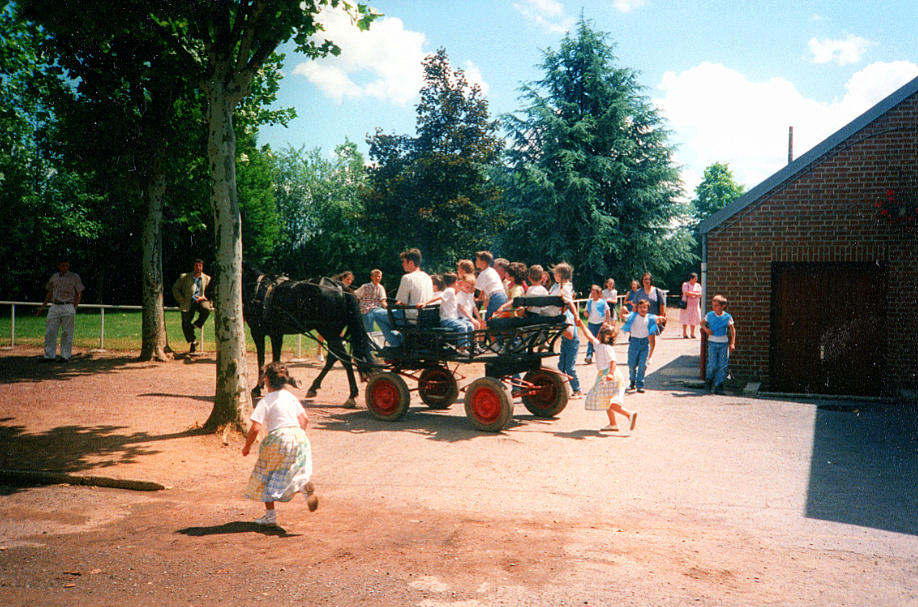
年末に サン・ミッシェル高校（1997年6月）でショーを終えた後、馬車に乗った生徒たち。